# 國立海洋科技博物館
國立海洋科技博物館（簡稱海科館、海博館）是位於臺灣基隆市中正區的科學博物館，以海洋相關科技為展示主題，館區依山傍海，西鄰八斗子市街與八斗子漁港、東接東北角海岸風景特定區，有省道台2線（北部濱海公路）及台鐵深澳線經過，總面積約48公頃。設有「海洋環境廳」、「海洋科學廳」等9個展示廳，以及潮境海洋中心、潮境公園、環保復育公園、八斗子公園等遊憩設施，提供遊客多管道的生態體驗環境。

## 歷史
- 1980年代，行政院在推動十二項建設計畫的背景下，籌設兩座以海洋為主題的國立博物館，一座為屏東縣車城鄉的國立海洋生物博物館（海生館），另一座即為海科館。
- 1989年9月，行政院核定海科館設址於八斗子。
- 1990年，海科館籌備處成立，設於國立臺灣海洋大學。其中作為全館核心的主題館區位於已經關廠的台電北部火力發電廠，此廠興建於日治時期，是當時台灣發電量最大的火力發電廠[3]。
- 2003年，海科館籌備處遷入館區內的「容軒」。
- 2008年11月17日，海科館籌備處再遷至館區內的潮境海洋研究中心。其後陸續完成潮境工作站、環保復育公園、潮境公園、八斗子公園等設施，於2012年6月起分期開館[4]。
- 2013年完成所有工程，並於同年12月30日舉行主題館開幕典禮[2]。
- 2012年5月，海科館仿效海生館的營運模式[5]以OT模式委託慶富造船子公司慶陽海洋企業經營，而海洋生態展示館採取BOT模式委由慶陽海洋興建經營，特許時間為29年[6]，並向以臺灣土地銀行為首的聯貸銀行團申請新台幣9.5億元，作為興建及開館事宜的經費。
- 2015年2月8日，海洋生態展示館動工，由英國福斯特建築事務所設計[7]。同年接收從美國運回臺灣的清代木造船自由中國號，並展開修復工作。
- 2017年10月15日，慶陽海洋企業因無法維持海科館營運費用聯貸的正常繳息，遭聯貸銀行團聲請假扣押[8]。12月12日，慶陽海洋企業因遲未依約完成海洋生態展示館興建，被海科館解除委託經營契約；館方自隔日起全面接手館務，同時將勞務人員委外由優利資源整合負責，海洋生態展示館BOT案則暫時不重新招標[9][10]。
- 2022年3月25日，潮境智能海洋館開幕試營運至5月2日，試營運期間只提供海科館周邊與基隆市民、瑞芳區居民等預約參觀，5月3日起全面開放[11]。

## 館區設施
- 主題館區：主要使用北部火力發電廠原有建築，另外還包括鄰近的八斗子漁港內的漁業署部分用地。全區採用「開發再利用」的方式，以發電廠原有建築的基礎上改建與增建設施。設計者為林洲民領軍的仲觀聯合建築師事務所。
  - 海洋科學及科技展示館，內包含「水產廳」、「兒童廳」、「海洋文化廳」、「海洋科學廳」、「海洋環境廳」、「深海廳」、「深海展示廳」、「深海影像廳」、「船舶與海洋工程廳」等展館。
  - 區域探索館：以美麗與更迭、活力漁村和我們的故事為三大展示主題。於2012年6月30日試營運，9月1日正式開幕，採免費參觀。
  - 潮境智能海洋館（水族館），原名:海洋生態館：本館將以BOT方式委外興建營運，已於2022年5月3日開幕。
  - IMAX 3D海洋劇場：可容納300人，銀幕高22公尺、寬28.4公尺[12]，是目前全國最大的IMAX銀幕。於2012年12月28日對外開放，2013年1月14日正式營運，採購票入場。海洋劇場已於2021 年升級為 8K 投影，也是台灣第一個8K投影劇院[13]。
  - 行政及教育中心
  - 典藏及服勤設施
  - 停車場及其他公共設施

- 研究及景觀設施：
  - 潮境海洋研究中心
  - 環保復育公園（原址為垃圾掩埋場）
  - 潮境公園
  - 八斗子公園（開館前既有設施，海科館成立後納入館區）

## 歷任首長
| 姓名                          | 姓名                          | 就任時間                      | 卸任時間                      | 備註                                                                                           |
| 國立海洋科技博物館籌備處 主任 | 國立海洋科技博物館籌備處 主任 | 國立海洋科技博物館籌備處 主任 | 國立海洋科技博物館籌備處 主任 | 國立海洋科技博物館籌備處 主任                                                                  |
| ----------------------------- | ----------------------------- | ----------------------------- | ----------------------------- | ---------------------------------------------------------------------------------------------- |
| 1                             | 孫寶年                        | 1997年12月20日                | 2001年12月20日                |                                                                                                |
| 代理                          | 陳添喜                        | 2001年12月20日                | 2002年9月5日                  | 助理研究員代理                                                                                 |
| 2                             | 黃世昌                        | 2002年9月5日                  | 2006年9月5日                  |                                                                                                |
| 代理                          | 陳添喜                        | 2006年9月5日                  | 2007年3月1日                  | 副研究員代理                                                                                   |
| 3                             | 柯永澤                        | 2007年3月1日                  | 2013年3月1日                  |                                                                                                |
| 4                             | 吳俊仁                        | 2013年3月1日                  | 2014年1月26日                 | 原國立臺灣海洋大學副校長                                                                       |
| 國立海洋科技博物館 館長       |                               |                               |                               |                                                                                                |
| 1                             | 吳俊仁                        | 2014年1月26日                 | 2019年3月1日                  |                                                                                                |
| 2                             | 陳素芬                        | 2019年3月2日                  | 2024年11月27日                | 2024年11月27日因霸凌員工、不當聘任，經教育部調查屬實後確認調離館長職，11月28日轉任教育部參事。 |
| 3                             | 王明源                        | 2025年3月26日                 | 現任                          |                                                                                                |

## 交通資訊
- 基隆市公車
103路線（八斗子線）
  - 海科館站（碧水巷）

- 基隆客運
1051路線（國家新城 - 瑞芳）
791路線（國家新城 - 福隆）
R66路線（七堵車站 - 海科館）
  - 海科館站（碧水巷）

- 大都會客運
2088路線（基隆女中/八斗子 - 市府轉運站）
  - 海科館站（碧水巷）

- 台鐵深澳線
  - 海科館站

## 圖集

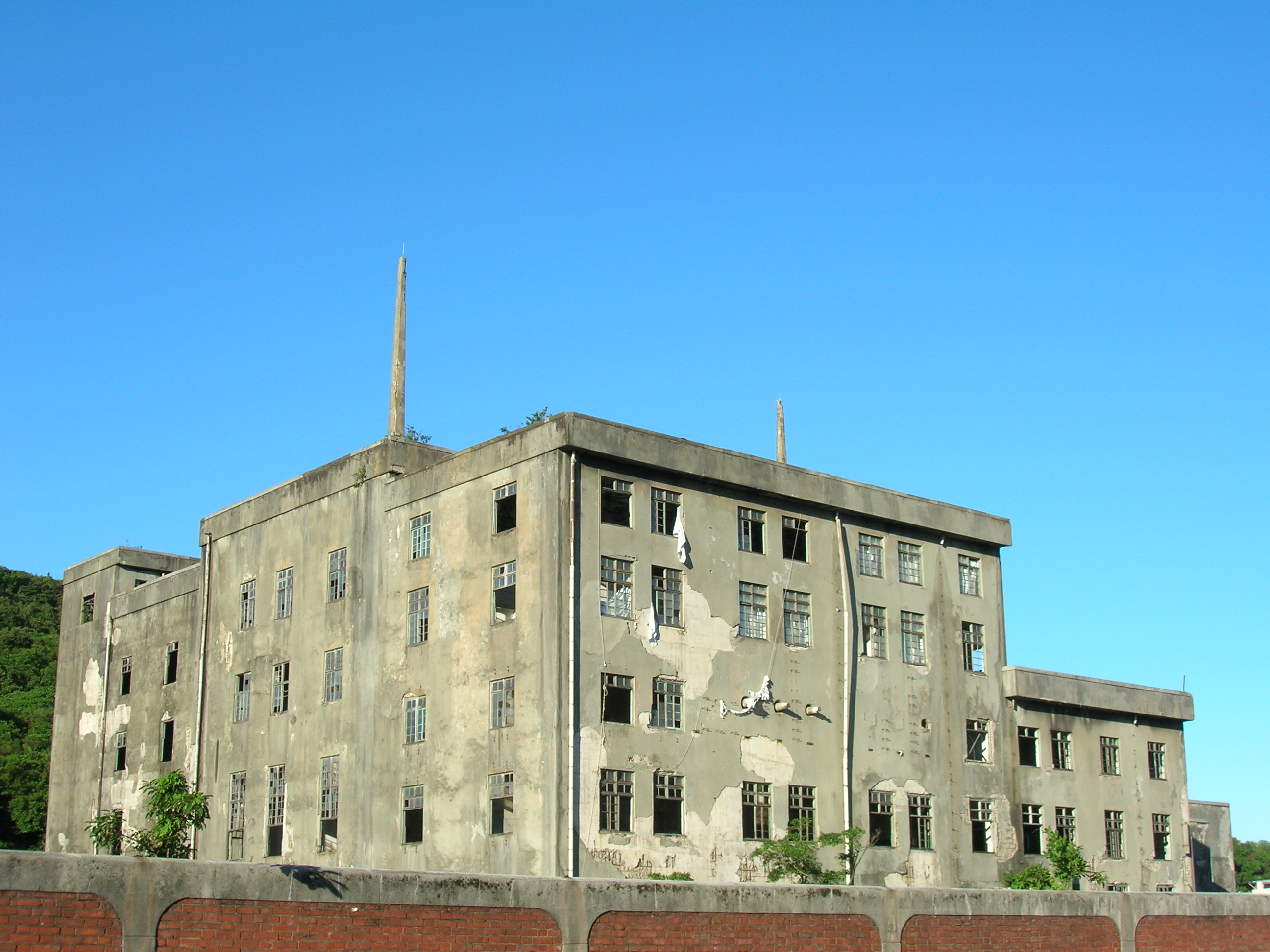
改建為主題館之前的北部火力發電廠主廠房（2008年11月5日攝）
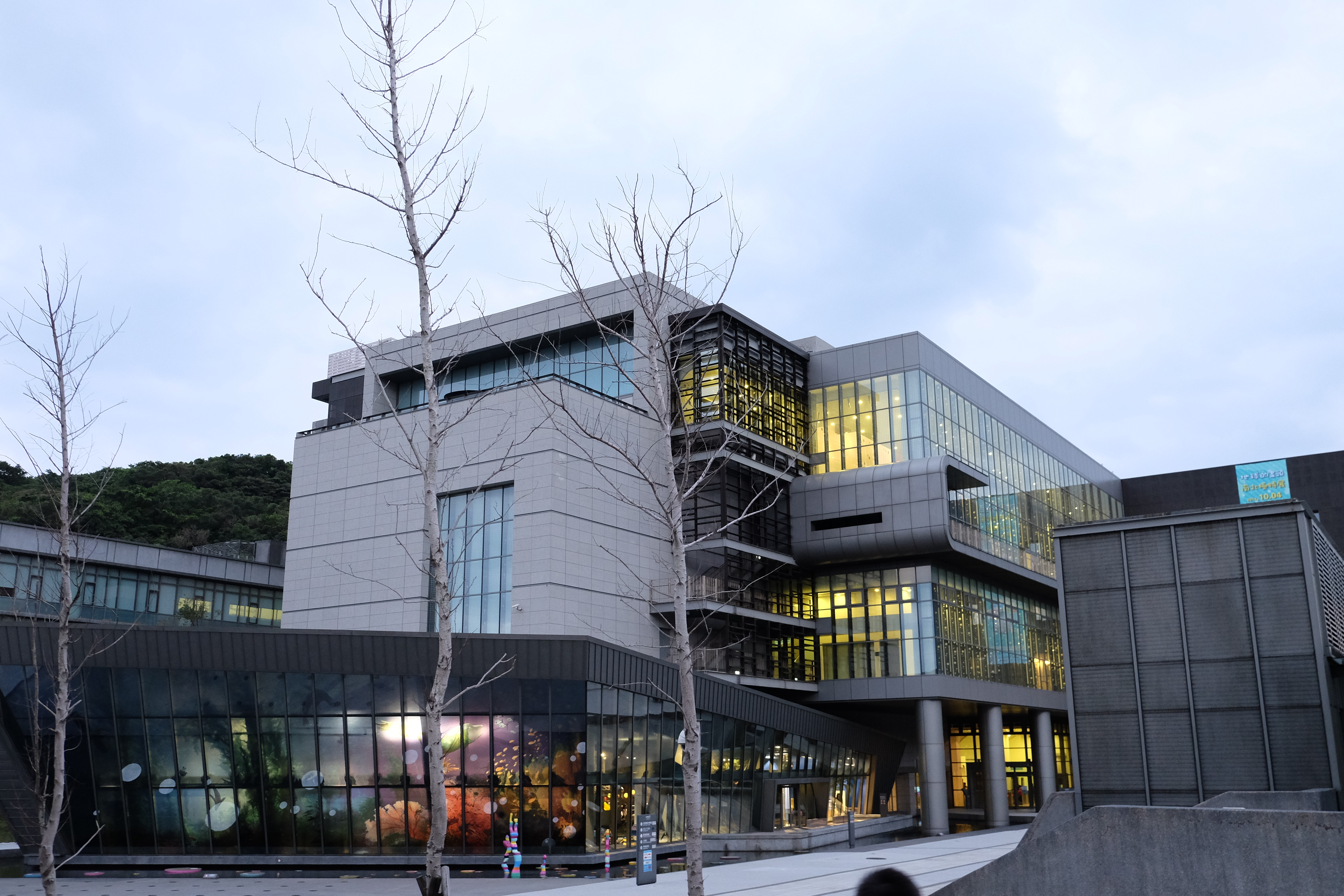
主題館
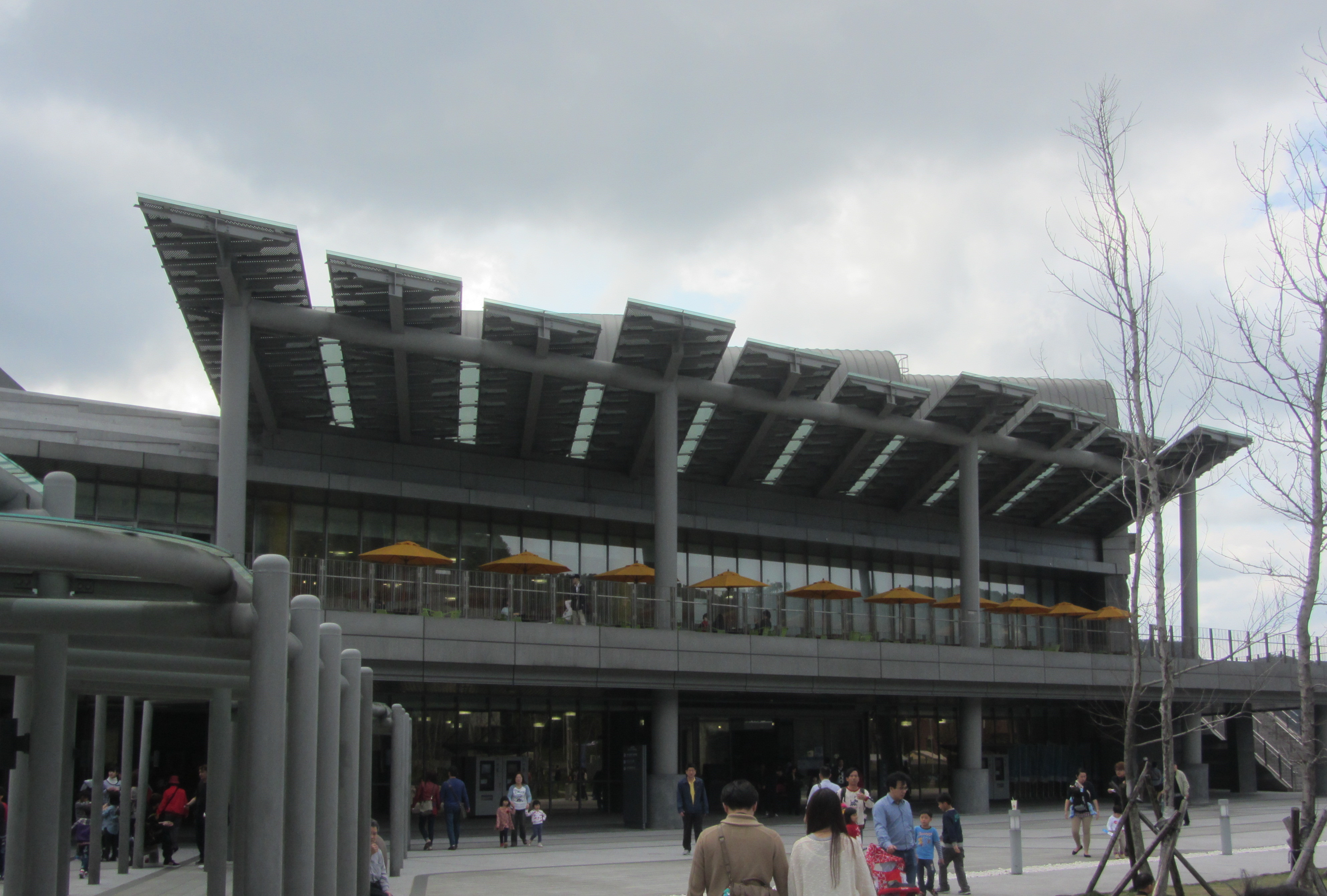
海洋劇場
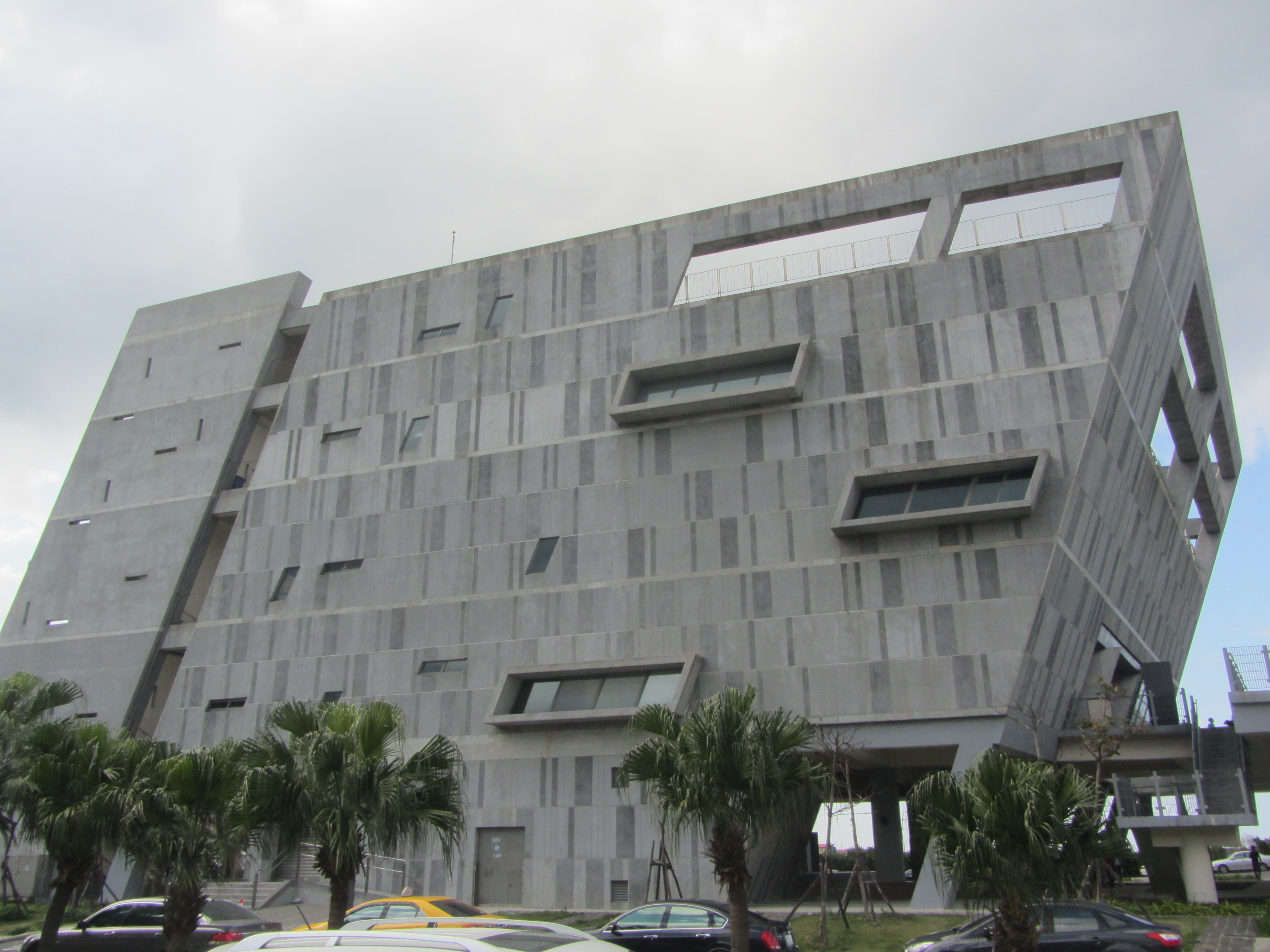
區域探索館
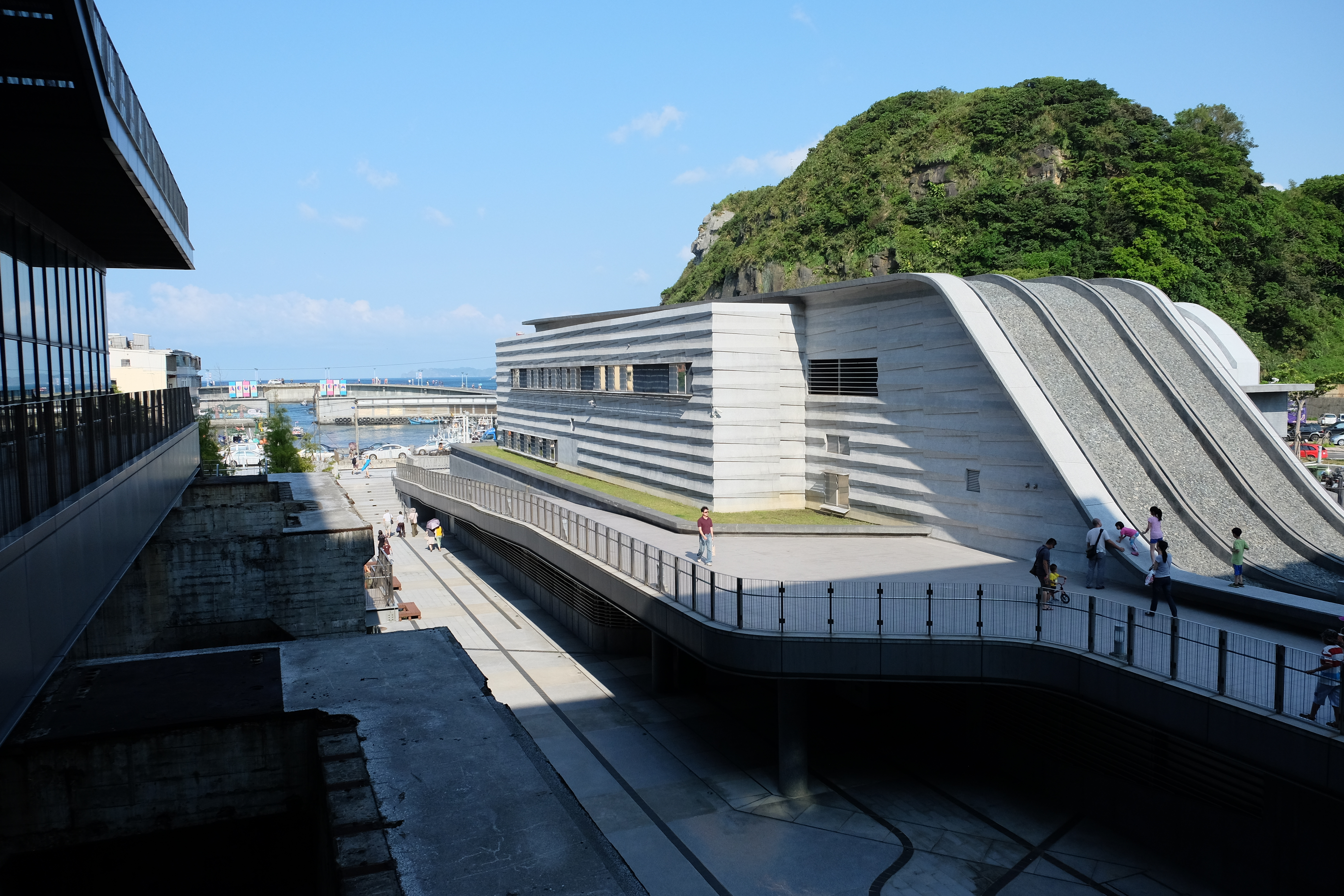
行政中心
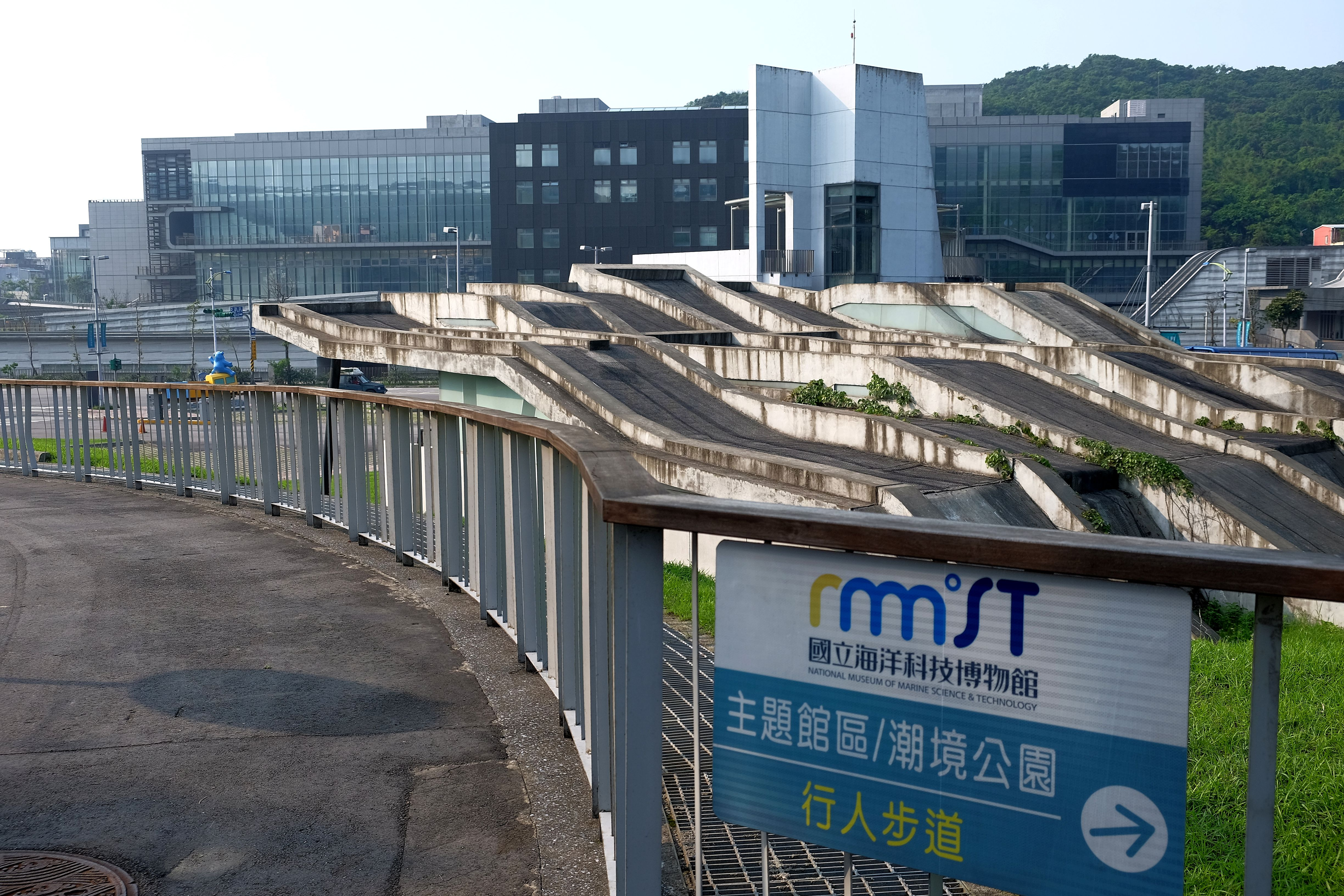
從碧水會館眺望主題館
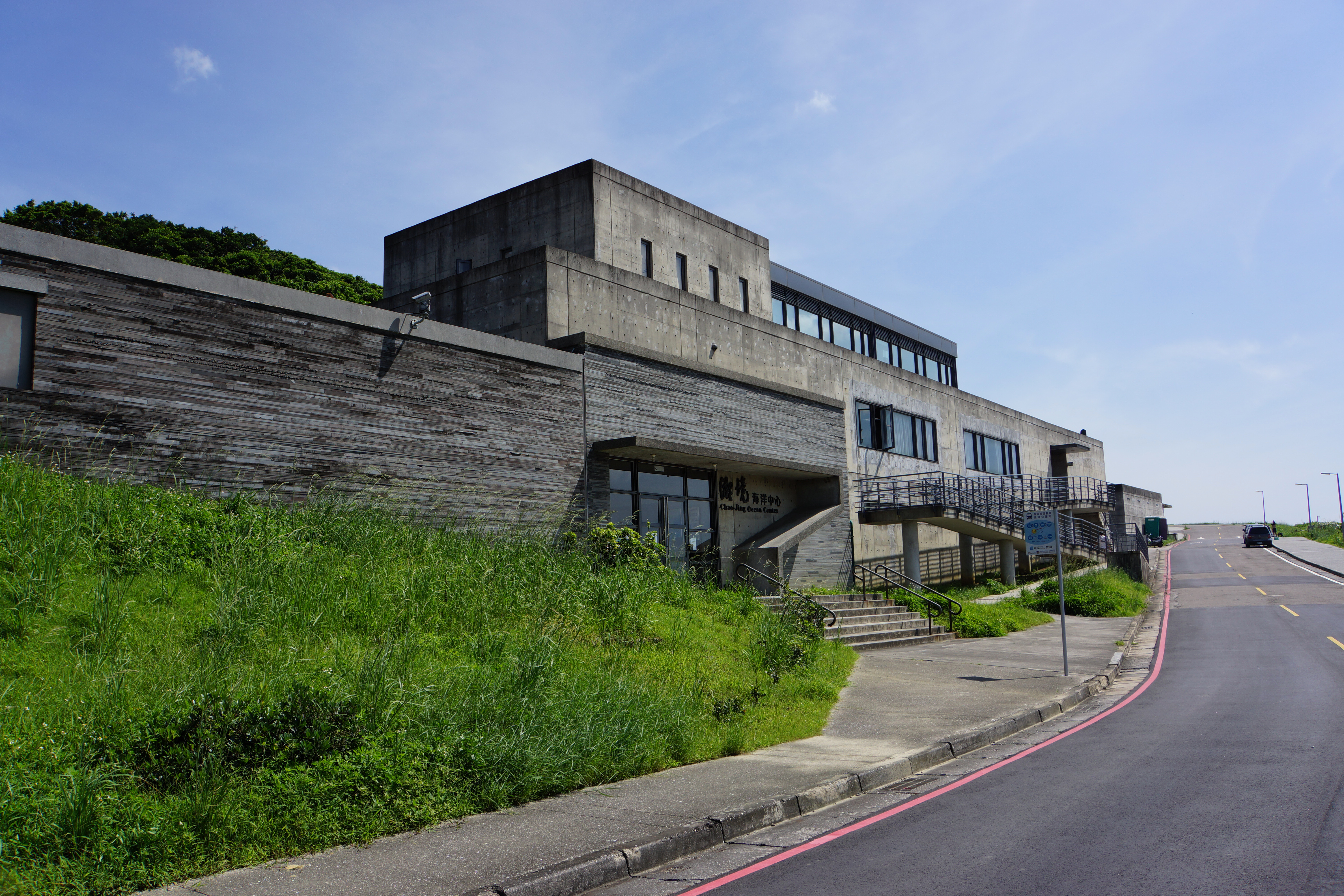
潮境海洋研究中心
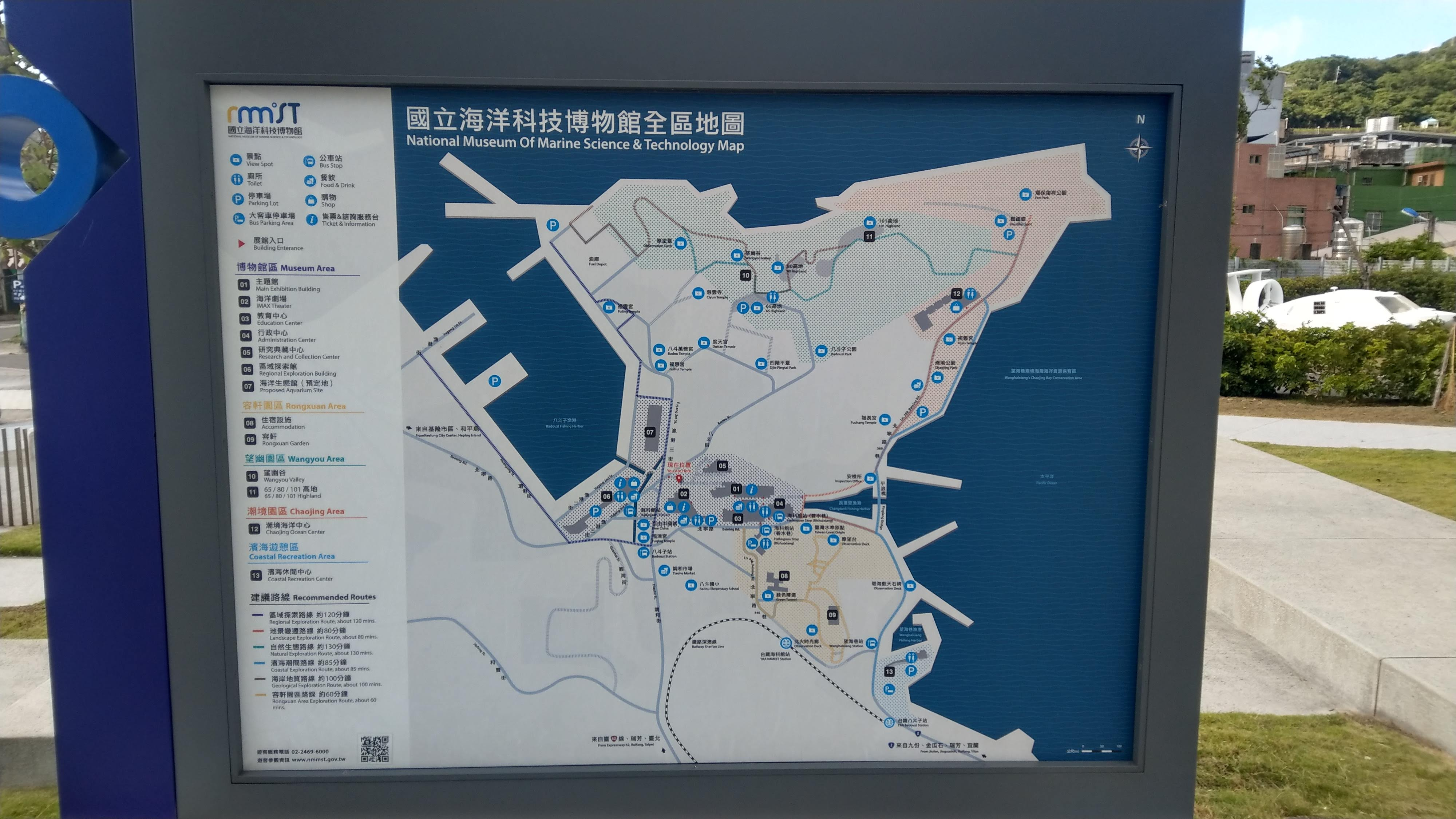
設置於國立海洋科技博物館之地圖告示牌

## 外部連結
- 國立海洋科技博物館（页面存档备份，存于）（繁體中文）（英文）
- 國立海洋科技博物館的Facebook專頁（繁體中文）
- 【海科館長爆霸凌1】陳素芬失控咆嘯音檔獨家揭露　員工身心失調引爆「職場有毒」https://www.mirrormedia.mg/story/amp/20241022inv003